# Сайто, Икудзо
Икудзо Сайто (яп. 斎藤 育造 Сайто Икудзо, род. 11 августа 1960 года в Мацусаке, Япония) — японский борец греко-римского стиля, призёр Олимпийских и Азиатских игр.

## Спортивная биография
В детстве и юности занимался гимнастикой. Когда Икудзо Сайто поступил в Высшую техническую школу в Мацусаке, начал заниматься борьбой. Затем поступил в университет Сэншу.
В 1979 году занял пятое место на чемпионате мира среди юниоров. Затем победил на чемпионате Японии.
На Летних Олимпийских играх 1984 года в Лос-Анджелесе боролся в категории до 48 килограммов (первый наилегчайший вес). Участники турнира, числом в 12 человек в категории, были разделены на две группы. За победу в схватках присуждались баллы, от 4 баллов за чистую победу и 0 баллов за чистое поражение. Когда в каждой группе определялись три борца с наибольшими баллами (борьба проходила по системе с выбыванием после двух поражений), они разыгрывали между собой места в группе. Затем победители групп встречались в схватке за первое-второе места, занявшие второе место — за третье-четвёртое места, занявшие третье место — за пятое-шестое места.
Икудзо Сайто, победив в двух встречах досрочно, легко вышел в финал своей группы. Однако, проиграв одну из двух встреч в финале  группы, занял второе место. Во встрече за третье место победил и стал обладателем бронзовой медали Игр.
| Выступление на Олимпийских играх 1984 года | Выступление на Олимпийских играх 1984 года | Выступление на Олимпийских играх 1984 года   | Выступление на Олимпийских играх 1984 года | Выступление на Олимпийских играх 1984 года | Выступление на Олимпийских играх 1984 года | Выступление на Олимпийских играх 1984 года | Выступление на Олимпийских играх 1984 года |
| Круг                                       | Соперник                                   | Страна                                       | Результат                                  | Счёт                                       | Баллы                                      | Всего баллов                               | Время схватки                              |
| ------------------------------------------ | ------------------------------------------ | -------------------------------------------- | ------------------------------------------ | ------------------------------------------ | ------------------------------------------ | ------------------------------------------ | ------------------------------------------ |
| 1                                          | Густаво Дельгадо                           | Мексика                                      | Победа                                     | 12-0 За явным преимуществом                | 4                                          | 4                                          | 2:08                                       |
| 2                                          | Ларс Рённинген                             | Норвегия                                     | Победа                                     | 14-2 За явным преимуществом                | 4                                          | 8                                          | 3:30                                       |
| Финал группы «B» (встреча 2)               | Чон Дэ Джэ                                 | Республика Корея                             | Победа                                     | 15-13                                      | 3                                          | 3                                          |                                            |
| Финал группы «B» (встреча 3)               | Маркус Шерер                               | Федеративная Республика Германии (1949—1990) | Поражение                                  | 7-18                                       | 0,5                                        | 3,5                                        |                                            |
| Встреча за третье место                    | Салих Бора                                 | Турция                                       | Победа                                     | 7-5 За явным преимуществом                 |                                            |                                            |                                            |

В 1985 году был серебряным призёром Гран-при Германии и серебряным призёром турнира World Super Championship. В 1986 году стал бронзовым призёром Азиатских игр. В 1987 году на чемпионате мира был лишь одиннадцатым.
На Летних Олимпийских играх 1988 года в Сеуле боролся в категории до 48 килограммов (первый наилегчайший вес). Участники турнира, числом в 15 человек в категории, были разделены на две группы. За победу в схватках присуждались баллы, от 4 баллов за чистую победу и 0 баллов за чистое поражение. Когда в каждой группе определялись четыре борца с наибольшими баллами (борьба проходила по системе с выбыванием после двух поражений), они разыгрывали между собой места в группе. Затем победители групп встречались в схватке за первое-второе места, занявшие второе место — за третье-четвёртое места, занявшие третье место — за пятое-шестое места, четвёртое — за седьмое-восьмое места.
Икудзо Сайто проиграл первые две встречи и из соревнований выбыл.
| Выступление на Олимпийских играх 1988 года | Выступление на Олимпийских играх 1988 года | Выступление на Олимпийских играх 1988 года | Выступление на Олимпийских играх 1988 года | Выступление на Олимпийских играх 1988 года | Выступление на Олимпийских играх 1988 года | Выступление на Олимпийских играх 1988 года | Выступление на Олимпийских играх 1988 года |
| Круг                                       | Соперник                                   | Страна                                     | Результат                                  | Счёт                                       | Баллы                                      | Всего баллов                               | Время схватки                              |
| ------------------------------------------ | ------------------------------------------ | ------------------------------------------ | ------------------------------------------ | ------------------------------------------ | ------------------------------------------ | ------------------------------------------ | ------------------------------------------ |
| 1                                          | Марк Фуллер                                | Соединённые Штаты Америки                  | Поражение                                  | 1-3                                        | 1,0                                        | 1,0                                        | 6:00                                       |
| 2                                          | Винчецо Маэнца                             | Италия                                     | Поражение                                  | 1-9                                        | 1,0                                        | 2,0                                        |                                            |

В 1984 году по окончании университета был принят в Совет по образованию префектуры Вакаяма, тренировал в детско-юношеском клубе борьбы. После того, как оставил карьеру в 1988 году, стал директором государственного борцовского клуба в Вакаяме.